# Longi
Longi (Lonci in siciliano) è un comune italiano di 1 262 abitanti della città metropolitana di Messina in Sicilia.
È denominato uno dei "quattru paisi di li funci" insieme a Mirto, Frazzanò, e Galati Mamertino.
È un comune del Parco dei Nebrodi.

## Origini del nome
Dal latino "Castrum Longum", poi Longum, poi Alongi (Άλογκοι in greco-bizantino) e infine Longi.

## Storia

### Simboli
Lo stemma e il gonfalone sono stati adottati dal consiglio comunale con delibera n. 17 del 12 aprile 1976 e concessi con decreto del presidente della Repubblica del 19 novembre 1976.
Il gonfalone è un drappo di bianco.

## Monumenti e luoghi d'interesse

### Architetture religiose
- Chiesa madre di San Michele Arcangelo 1559 su preesistente chiesa medievale
- Chiesa dell'Annunziata
- Chiesa del Santissimo Salvatore
- Chiesa di Santa Caterina
- Chiesa di San Silvestro

## Società

### Evoluzione demografica
Abitanti censiti

## Amministrazione
Di seguito è presentata una tabella relativa alle amministrazioni che si sono succedute in questo comune.
| Periodo          | Periodo          | Primo cittadino    | Partito                      | Carica  | Note  |
| ---------------- | ---------------- | ------------------ | ---------------------------- | ------- | ----- |
| 17 giugno 1988   | 5 giugno 1993    | Francesco Fabio    | Democrazia Cristiana         | Sindaco | [ 8 ] |
| 1º dicembre 1993 | 1º dicembre 1997 | Gaetano Zingales   | Partito Socialista Italiano  | Sindaco | [ 8 ] |
| 1º dicembre 1997 | 28 maggio 2002   | Antonino Fabio     | Centro Cristiano Democratico | Sindaco | [ 8 ] |
| 28 maggio 2002   | 15 maggio 2007   | Antonino Fabio     | Forza Italia                 | Sindaco | [ 8 ] |
| 15 maggio 2007   | 8 maggio 2012    | Alessandro Lazzara | lista civica                 | Sindaco | [ 8 ] |
| 8 maggio 2012    | in carica        | Alessandro Lazzara |                              | Sindaco | [ 8 ] |

### Altre informazioni amministrative
Il comune di Longi fa parte delle seguenti organizzazioni sovracomunali: regione agraria n.2 (Nebrodi nord-occidentali).

## Curiosità
Ne sono originari, da parte di padre, i registi statunitensi Anthony e Joe Russo, autori tra l'altro di lavori noti come Captain America: Civil War (2016) e Avengers: Endgame (2019).